# Yasunari Kawabata
Yasunari Kawabata (japonès: 川端 康成, Kawabata Yasunari) (Osaka, Japó, 11 de juny del 1899-Kamakura, 16 d'abril del 1972) fou un escriptor japonès guardonat amb el Premi Nobel de Literatura l'any 1968.

## Biografia

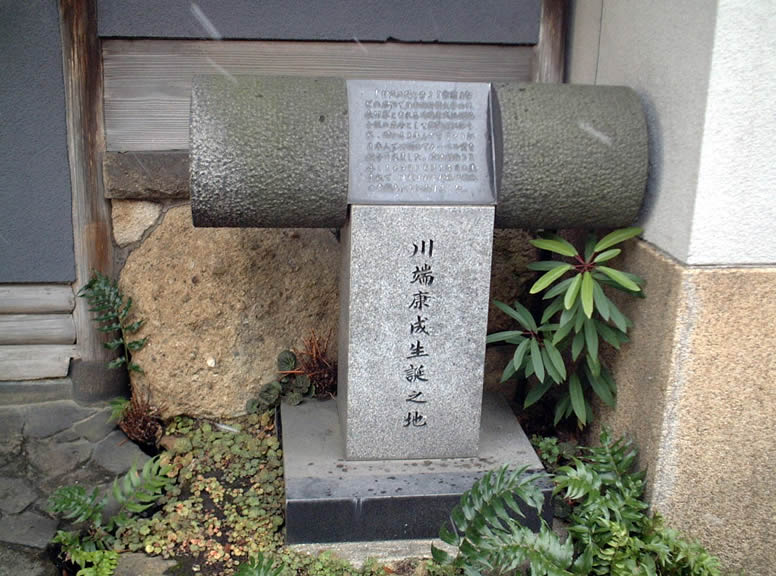
Placa commemorativa del naixement de Yasunari Kawata a la ciutat d'Osaka

### Primers anys

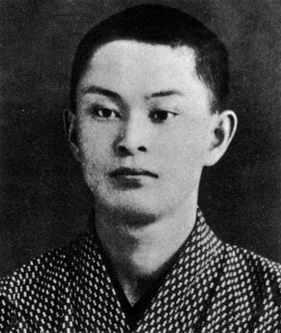
Kawabata el 1917

Nascut en una família ben establerta a Osaka, Japó, Kawabata va quedar orfe quan tenia quatre anys, després de la qual cosa va viure amb els seus avis. Tenia una germana gran que va ser acollida per una tia, i que només va conèixer una vegada després, el juliol de 1909, quan tenia deu anys. Va morir quan Kawabata tenia 11 anys. L'àvia de Kawabata va morir el setembre de 1906, quan ell tenia set anys, i el seu avi el maig de 1914, quan en tenia quinze.
Després d'haver perdut tots els parents propers, Kawabata es va mudar amb la família de la seva mare, els Kuroda. No obstant això, el gener de 1916 es va traslladar a una pensió prop de l'escola secundària (comparable a una escola secundària moderna) a la qual abans havia anat en tren. Completament sol al món a partir dels quinze anys, nen sense família ni llar, com s'autodefinia, la seva passió literària primerenca el va portar a participar en grups d'avantguarda com el dels neosensacionistes, que oposaven el lirisme i l'impressionisme al realisme social dels escriptors proletaris, i va ser un actiu impulsor de moviments i revistes. Després de graduar-se el març de 1917, Kawabata es va traslladar a Tòquio just abans del seu 18è aniversari. Esperava aprovar els exàmens de Dai-ichi Kōtō-gakkō (Primera Escola Superior), que estava sota la direcció de la Universitat Imperial de Tòquio. Va superar l'examen el mateix any i va ingressar a la Facultat d'Humanitats com a estudiant d'anglès el juliol de 1920. El jove Kawabata, en aquest moment, estava enamorat de les obres d'un altre premi Nobel asiàtic, Rabindranath Tagore.

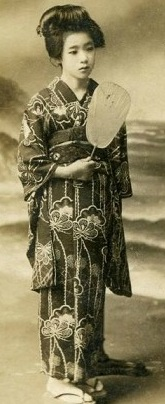
Hatsuyo Itō (1906-1951), amb qui Kawabata es va comprometre breument el 1921. Ella va ser l'amor no correspost de la seva vida i pot haver influït en algunes de les seves obres.

Un dels episodis d'amor dolorosos de Kawabata va ser amb Hatsuyo Itō (伊藤初代 , 1906–1951), a qui va conèixer quan tenia 20 anys. Es van comprometre per casar-se el 1921, però només un mes més tard, Hatsuyo va trencar el compromís per raons poc clares. Kawabata mai es va recuperar completament del cop de perdre-la. Hatsuyo pot haver estat la inspiració d'algunes de les seves obres, inclosa la novel·la The Dancing Girl of Izu i diverses històries de la palma de la mà. Va morir després de complicacions d'un ictus el 1951, als 44 anys, però Kawabata no va ser informat de la seva mort fins al 1955. Una carta d'amor no enviada a ella es va trobar a la seva antiga residència a Kamakura, prefectura de Kanagawa, el 2014.
El 1925 va publicar Diari íntim del meu setzè aniversari, gènere molt freqüentat pels autors japonesos, però el seu estil va cobrar veritable personalitat i maduresa en els relats de La ballarina d'Izu (1926). Kawabata, la sensibilitat del qual li permetia ficar-se com ningú a la pell dels seus personatges femenins; va cultivar un tipus de novel·la breu, gairebé en miniatura, esquinçada i episòdica. La seva obra cimera potser és País de neu (1937), que narra la relació entre una geisha que ha perdut la joventut i un insensible home de negocis tokiota.
Quan encara era estudiant universitari, Kawabata va restablir la revista literària de la Universitat de Tòquio Shin-shichō (New Tide of Thought), que havia estat desapareguda durant més de quatre anys. Allà va publicar el seu primer conte, Shokonsai ikkei ('Una vista des del festival de Yasukuni') el 1921. Durant la universitat, va canviar les facultats a la literatura japonesa i va escriure una tesi de graduació titulada Una breu història de les novel·les japoneses. Es va graduar a la universitat el març de 1924, moment en què ja havia cridat l'atenció de Kikuchi Kan i d'altres escriptors i editors destacats a través de les seves aportacions a la revista literària de Kikuchi, el Bungei Shunju.

### Nou moviment d'escriptura
L'octubre de 1924, Kawabata, Riichi Yokomitsu i altres joves escriptors van iniciar una nova revista literària Bungei Jidai ('L'era artística'). Aquesta revista va ser una reacció a la vella escola arrelada de la literatura japonesa, concretament al moviment japonès descendent del naturalisme, alhora que també s'oposava al moviment literari obrer o proletari de les escoles socialistes/comunistes. Va ser un moviment d'art per l'art, influenciat pel cubisme europeu, l'expressionisme, el dadaisme i altres estils modernistes. El terme Shinkankakuha, que Kawabata i Yokomitsu van utilitzar per descriure la seva filosofia, s'ha traduït sovint erròniament a l'anglès com a Neoimpressionisme. Tanmateix, Shinkankakuha no havia de ser una versió actualitzada o restaurada de l'impressionisme; es va centrar a oferir noves impressions o, més exactament, noves sensacions o noves percepcions en l'escriptura de la literatura. Un dels primers exemples d'aquest període és l'esborrany de Hoshi wo nusunda chichi (El pare que va robar una estrella), una adaptació de l'obra Liliom de Ferenc Molnár.

## Carrera

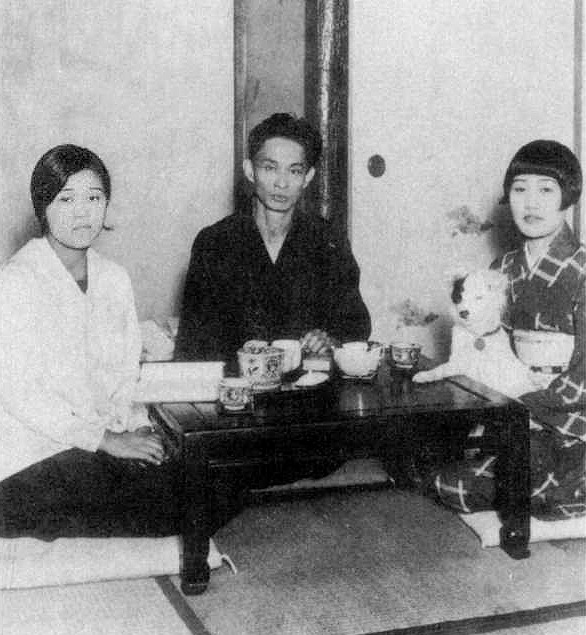
Kawabata amb la seva futura esposa Hideko (秀子) a la seva esquerra i la seva germana petita Kimiko (君子) a la seva dreta (1930).

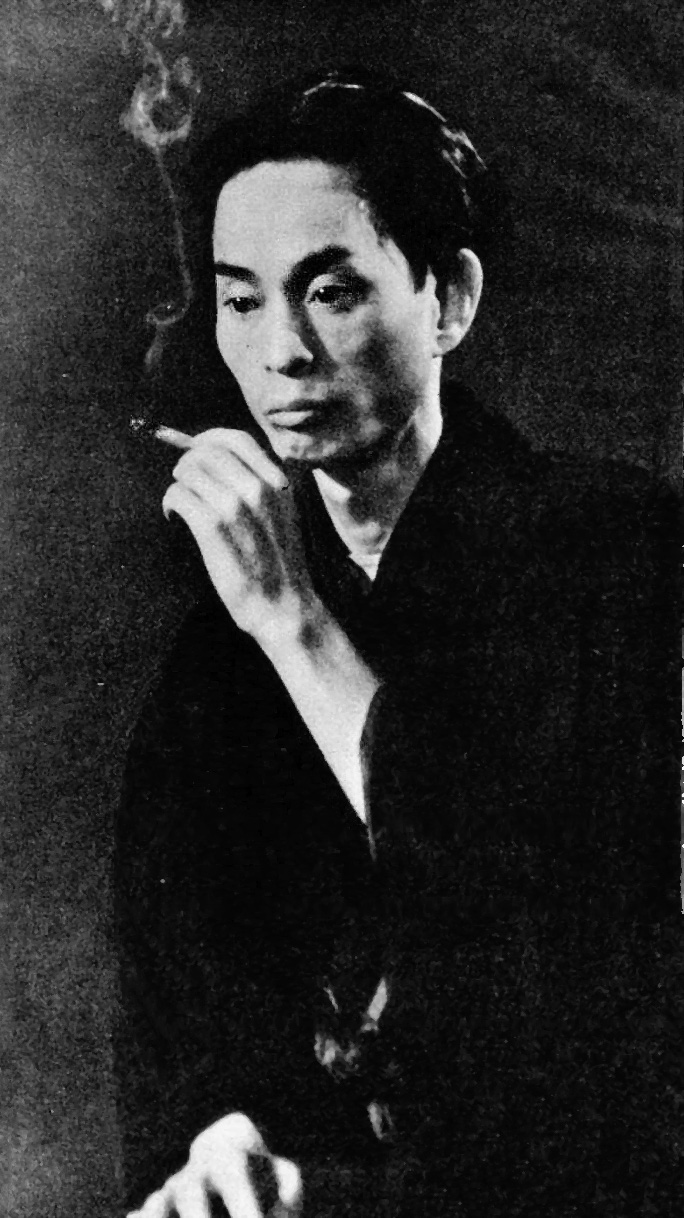
Kawabata c. 1932

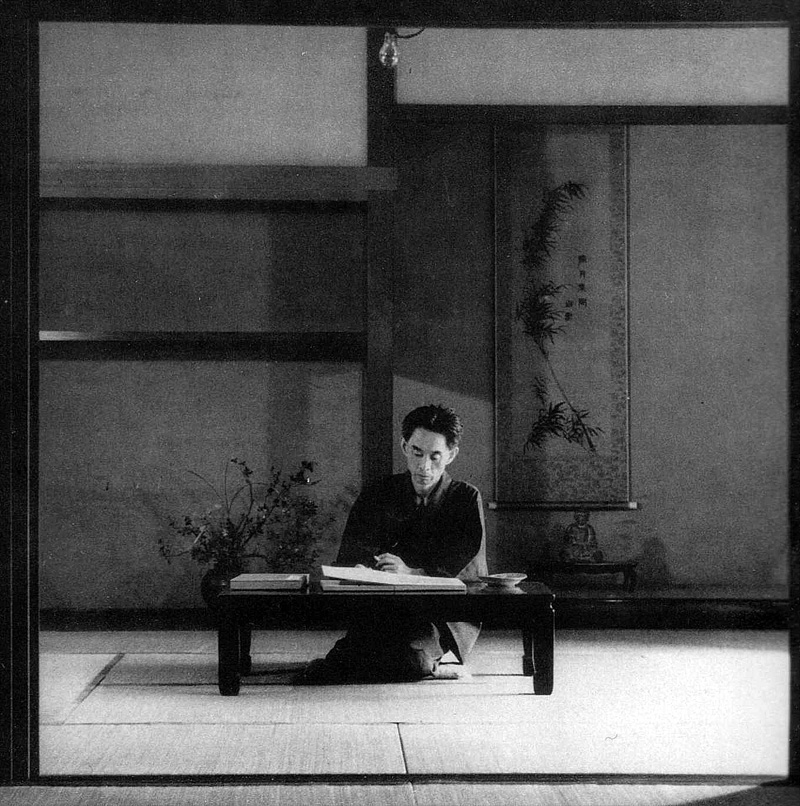
Kawabata treballant a casa seva a Hase, Kamakura (1946)

Kawabata va començar a aconseguir el reconeixement d'alguns dels seus contes poc després de graduar-se, rebent elogis per The Dancing Girl of Izu l'any 1926, una història sobre una estudiant malenconiosa que, en un viatge a peu per la península d'Izu, coneix una jove ballarina, i torna a Tòquio amb un ànim molt millorat. L'obra explora l'erotisme naixent de l'amor jove, però inclou matisos de malenconia i fins i tot amargor, que compensaven el que d'altra manera hauria estat una història massa dolça. La majoria de les seves obres posteriors van explorar temes similars.
A la dècada del 1920, Kawabata vivia al districte plebeu d’Asakusa, Tòquio. Durant aquest període, Kawabata va experimentar amb diferents estils d'escriptura. A Asakusa kurenaidan ('La colla escarlata d'Asakusa'), serialitzat entre 1929 i 1930, explora les vides del demimonde i d'altres persones a la vora de la societat, en un estil que es fa ressò del de la literatura de finals del període Edo. D'altra banda, el seu Suisho genso ('Fantasia de cristall') és pura escriptura de corrent de consciència. Fins i tot va participar en l'escriptura del guió de la pel·lícula experimental A Page of Madness.
Kawabata va conèixer la seva dona Hideko (de soltera Matsubayashi) l'any 1925, i van registrar el seu matrimoni el 2 de desembre de 1931.
El 1933, Kawabata va protestar públicament contra l'arrest, la tortura i la mort del jove escriptor d'esquerres Takiji Kobayashi a Tòquio per part de la policia política especial de Tokkō.
Kawabata es va traslladar d'Asakusa a Kamakura, a la prefectura de Kanagawa, el 1934 i, tot i que inicialment va gaudir d'una vida social molt activa entre els molts altres escriptors i persones literàries que van residir a aquella ciutat durant els anys de la guerra i immediatament després, en els seus darrers anys es va convertir en molt reclusiu.
Una de les seves novel·les més famoses va ser País de neu, començada el 1934 i publicada per primer cop entre 1935 i 1937. País de neu és una cruenta història d'amor entre un dilettant de Tòquio i una geisha provincial, que té lloc en una remota ciutat d'aigües termals en algun lloc de les regions muntanyoses del nord del Japó. Va establir Kawabata com un dels autors més importants del Japó i es va convertir en un clàssic instantani, descrit per Edward G. Seidensticker com «potser l'obra mestra de Kawabata».
Mil grues (serialitzat 1949-1951) se centra en la cerimònia del te japonesa i l'amor sense esperança. El protagonista se sent atret per l'amant del seu pare mort i, després de la seva mort, per la seva filla, que fuig d'ell. La cerimònia del te proporciona un bell rerefons per a assumptes humans lletjos, però la intenció de Kawabata és més aviat explorar els sentiments sobre la mort. Els estris de la cerimònia del te són permanents i per sempre, mentre que la gent és fràgil i fugaç. Aquests temes de l'amor impossible i la mort imminent es tornen a explorar a El so de la muntanya (serialitzat 1949-1954), ambientat a la casa d'adopció de Kawabata, Kamakura. El protagonista, un home gran, s'ha decebut amb els seus fills i ja no sent una forta passió per la seva dona. Se sent fortament atret per algú prohibit, la seva nora, i els seus pensaments per ella s'intercalen amb records d'un altre amor prohibit, per la seva cunyada morta.
El llibre que el mateix Kawabata va considerar la seva millor obra, El mestre de Go (1951), contrasta fortament amb les seves altres obres. Es tracta d'un relat semi-fictici d'un gran partit de Go el 1938, sobre el qual en realitat havia informat per a la cadena de diaris Mainichi. Va ser l'últim joc de la carrera del mestre Shūsai i va perdre davant el seu rival més jove, Minoru Kitani, només per morir poc més d'un any després. Tot i que la novel·la es mou a la superfície com un relat d'una lluita climàtica, uns quants lectors la consideren un paral·lelisme simbòlic a la derrota del Japó a la Segona Guerra Mundial.
Va ser president del PEN Club japonès durant quatre anys i el 1959 li van atorgar a Frankfurt la medalla de Goethe. El 16 d'abril de 1972, malalt de Parkinson i deprimit, sens dubte dolgut per la mort del seu amic Mishima, que l'havia definit com un viatger perpetu, Kawabata es va suïcidar en un petit apartament a la vora del mar inhalant gas. Aquest mateix any es publicaria pòstumament la biografia fictícia El mestre de Go.
A través de moltes de les obres de Kawabata es representa el sentit de la distància a la seva vida. Sovint fa la impressió que els seus personatges han construït un mur al seu voltant que els aïlla. En una obra publicada el 1934, Kawabata va escriure: «Sento com si mai no hagués agafat la mà d'una dona en un sentit romàntic […] Sóc un home feliç que mereix compassió?» De fet, això no s'ha de prendre literalment, però sí que mostra el tipus d'inseguretat emocional que va sentir Kawabata, especialment quan va experimentar dues doloroses relacions amoroses a una edat jove.
Kawabata va deixar moltes de les seves històries aparentment inacabades, de vegades per disgust de lectors i crítics, però això va de la mà de la seva estètica de l'art per l'art, deixant al marge qualsevol sentimentalisme, o moralitat, que un final donaria a qualsevol llibre. Això es va fer de manera intencionada, ja que Kawabata va considerar que les vinyetes dels incidents al llarg del camí eren molt més importants que les conclusions. Va equiparar la seva forma d'escriure amb la poesia tradicional del Japó, el haiku.
A més de l'escriptura de ficció, Kawabata també va treballar com a reporter, sobretot per al Mainichi Shimbun. Encara que es va negar a participar en el fervor militarista que va acompanyar la Segona Guerra Mundial, també va mostrar poc interès per les reformes polítiques de la postguerra. Juntament amb la mort de tots els membres de la seva família quan era jove, Kawabata va suggerir que la guerra va ser una de les més grans influències en la seva obra, afirmant que només podria escriure elegies al Japó de postguerra. Tot i així, molts comentaristes detecten pocs canvis temàtics entre els escrits d'abans i després de la guerra.

## Mort
Pel que sembla, Kawabata es va suïcidar l'any 1972 obrint l'aixeta del gas, però diversos col·laboradors i amics propers, inclosa la seva vídua, consideren que la seva mort va ser accidental. Una tesi, tal com va avançar Donald Richie, va ser que va desendollar per error l'aixeta del gas mentre es preparava un bany. S'han aventurat moltes teories sobre les possibles raons que podia tenir per llevar-se la vida, entre les quals, la mala salut (va descobrir que patia la malaltia de Parkinson), una possible relació amorosa il·lícita o el xoc provocat pel suïcidi del seu amic Yukio Mishima el 1970. A diferència de Mishima, Kawabata no va deixar cap nota i, com que (de nou a diferència de Mishima) no havia parlat de manera significativa en cap dels seus escrits sobre la qüestió del suïcidi, els seus motius romanen poc clars. No obstant això, el seu biògraf japonès, Takeo Okuno, va relatar que Kawbata havia tingut malsons sobre Mishima durant dues o tres-centes nits seguides i que l'espectre de Mishima l'havia perseguit incessantment. En un estat d'ànim sostingut de depressió, durant els últims anys de la seva vida els deia als amics que de vegades, quan era de viatge, esperava que el seu avió s'estavellés.

## Obra literària
Durant la seva estada a la Universitat, inicià la publicació dels seus primers escrits en la revista 新思潮 (Shinjichō, literalment 'la nova tendència del pensament'). En finalitzar els estudis, aparegué el primer número de la revista 文芸時代 (Bungei-jidai, 'Època de l'Art Literari'), una revista d'un grup d'intel·lectuals al qual pertanyia i que serví de promoció per a nous i prometedors escriptors que utilitzaven l'estil anomenat 新感覚派 (Shinkankaku-ha, 'la nova escola de les sensacions'), en què la composició constava de la prensió sensitiva de la realitat al modus dels intel·lectuals.
L'any 1968, fou guardonat amb el Premi Nobel de Literatura pel seu mestratge narratiu, que amb gran sensibilitat expressa l'essència de la ment japonesa, i esdevingué el primer autor guardonat per la seva literatura en japonès.

## Obra seleccionada
- 1926: 伊豆の踊り子 (Izu no Odoriko, La ballarina d'Izu).
- 1935: 雪国  (Yukiguni, País de neu).
- 1949: 千羽鶴  (Senbazuru, Mil grues).
- 1951: 名人 (Meijin, El mestre de Go).
- 1949-1954: 山の音 (Yama no Oto, El so de la muntanya).
- 1954: 湖(みづうみ) (Mizuumi, El llac).
- 1961: 眠れる美女 (Nemureru bijo, La casa de les belles adormides), sobre una casa on els homes vells poden dormir al costat de dones joves bellíssimes sense tenir-hi relacions, per reflexionar sobre la vida, el pas del temps i l'amor.
- 1962: 古都 (Koto, Kioto).
- 1964: 美しさと哀しみと (Utsukushisa to Kanashimi to, Bellesa i tristesa).